# یواس‌اس بریجپورت (ای‌دی-۱۰)
یواس‌اس بریجپورت (ای‌دی-۱۰) (به انگلیسی: USS Bridgeport (AD-10)) یک کشتی بود که طول آن ۱۳۶٫۳۶ متر (۴۴۷ فوت ۵ اینچ) بود. این کشتی در سال ۱۹۰۱ ساخته شد.